# Omphalomantie
Als Omphalomantie (von altgriechisch Ομφαλος ‚Nabel‘ und μαντεία ‚Wahrsagung‘) wird eine Form der Wahrsagung bezeichnet, bei der die Hebamme anhand der Knoten in der Nabelschnur eines Neugeborenen die Anzahl der Kinder voraussagt, die die Mutter noch gebären wird.